# 경북관광개발공사
경북관광개발공사(慶北觀光開發公社)는 경북지역 관광단지 개발을 통한 외래객 유치증진 및 국민휴식 공간 제공하기 위해 설립된 경상북도 산하 지방 공기업이다. 국제수준의 보문관광단지를 개발하여 천년고도 경주의 문화관광 발전과 수준 높은 관광서비스 창출로 외래객 방한수요를 증대시켜 국제 친선의 증진과 국가 경제에 기여해 왔으며, 안동유교문화권, 감포 해양관광단지 개발 등 다양한 관광자원의 개발을 통하여 국가 전략산업인 관광산업을 선도해 나가고 있는 특수법인이다. IBRD차관협정서 및 관광단지개발촉진법에 의거 1975년 8월 설립되었으며 경상북도 경주시 보문로 446(신평동)에 위치하고 있다. 2012년 6월 경상북도관광공사로 변경되었다.

## 설립 근거
- 관광단지개발촉진법 부칙 제4항 및 5항(법률 제2759호)
- IBRD차관협정서

## 연혁
- 1971년 대한민국 정부에서 경주관광종합개발계획 확정
- 1972년 유원지 결정(건설부 고시 제31호)
- 1974년 정부와 IBRD간에 보문단지 개발사업을 위한 차관협정 체결 및 기반시설 착공(건설교통부)
- 1975년 관광단지 지정 및 경주관광개발공사 설립
- 1979년 보문관광단지 개장
- 1986년 조선골프장36홀 라이프그룹에 매각
- 1987년 보문골프장6홀 개장
- 1989년 보문골프장9홀로 증설
- 1990년 보문골프장 18홀로 증설
- 1991년 온천지구 지정(경상북도 고시 제91-468호)
- 1993년 감포관광단지 지정고시(교통부 제93-68호)보문콘도 개장
- 1994년 관광특구 지정
- 1998년 고사분수 설치(보문호)
- 1999년 경북관광개발공사로 개편, 경북 북부 유교문화권 관광개발계획수립
- 2001년 북부지사 설립 및 안동시와 사업추진 협약 체결
- 2003년 안동문화관광단지 지정고시(경북도 제2003-437호), 감포관광단지 골프장 민자유치 달성
- 2006년 안동문화관광단지 관광시설지구 조성공사 착공, 감포관광단지 중심시설지구기반공사착공
- 2007년 감포관광단지 중심시설지구 문화재발굴조사 완료
- 2008년 안동문화관광단지 공공건축물 건립공사 착공
- 2009년 안동문화관광단지 관광시설지구 조성공사 준공, 보문관광단지 종합재정비 사업 실시, 감포관광단지 지정변경승인(경상북도 고시 제2009-491호)
- 2010년 안동문화관광단지 유교문화체험센터 신축공사 착공

## 주요 업무
- 보문관광단지를 국제수준의 종합관광단지로 개발 유지 관리
- 감포관광단지, 경북북부 유교문화권 관광자원 개발 및 관리운용
- 관광단지 활성화를 위한 관광진흥 홍보 업무
- 관광단지 개발 유지 관리 재원 확보를 위한 부대사업 운영

- 토지, 건물 및 시설물의 매매, 임대 또는 운영
- 체육(골프장) 및 오락시설 운영, 조경사업 등

## 조직

### 사장
- 비서실

### 감사
- 감사실

#### 경영관리본부(전무이사)
- 기획팀
- 총무팀
- 재무팀
- 홍보팀

#### 개발사업처
- 개발기획팀
- 투자유치팀
- 단지관리팀
- 감포개발팀

#### 북부지사
- 단지지원팀
- 개발사업팀

#### 보문골프장사업단
- 운영팀
- 코스관리팀

## 같이 보기
- 한국관광공사
- 경상북도관광공사